# General Rodolfo Sánchez Taboada
General Rodolfo Sánchez Taboada är en ort i Mexiko.   Den ligger i kommunen Hidalgotitlán och delstaten Veracruz, i den sydöstra delen av landet, 500 km öster om huvudstaden Mexico City. General Rodolfo Sánchez Taboada ligger 33 meter över havet och antalet invånare är 160.
Terrängen runt General Rodolfo Sánchez Taboada är huvudsakligen platt, men söderut är den kuperad. Runt General Rodolfo Sánchez Taboada är det ganska glesbefolkat, med 29 invånare per kvadratkilometer. Närmaste större samhälle är Cahuapan, 12,4 km sydväst om General Rodolfo Sánchez Taboada. Omgivningarna runt General Rodolfo Sánchez Taboada är en mosaik av jordbruksmark och naturlig växtlighet.